# Klášter Čung-tchaj čchan
Klášter Čung-tchaj čchan je buddhistický klášter nacházející se v okrese Nan-tchou na Tchaj-wanu. 

## Historie
Jeho výstavba byla zahájena v roce 1990 a dokončena v roce 2001. Od roku 2001 do roku 2006 byla nejvyšší buddhistickou budovou světa. Do dnešních dnů je stále nejvyšším buddhistickým chrámem světa. 

## Architektura
Komplex kláštera se rozkládá na ploše 25 hektarů. Byl navržen architektem C. Y. Leem a cena jeho výstavby dosáhla 650 milionů dolarů.